# Staten Island

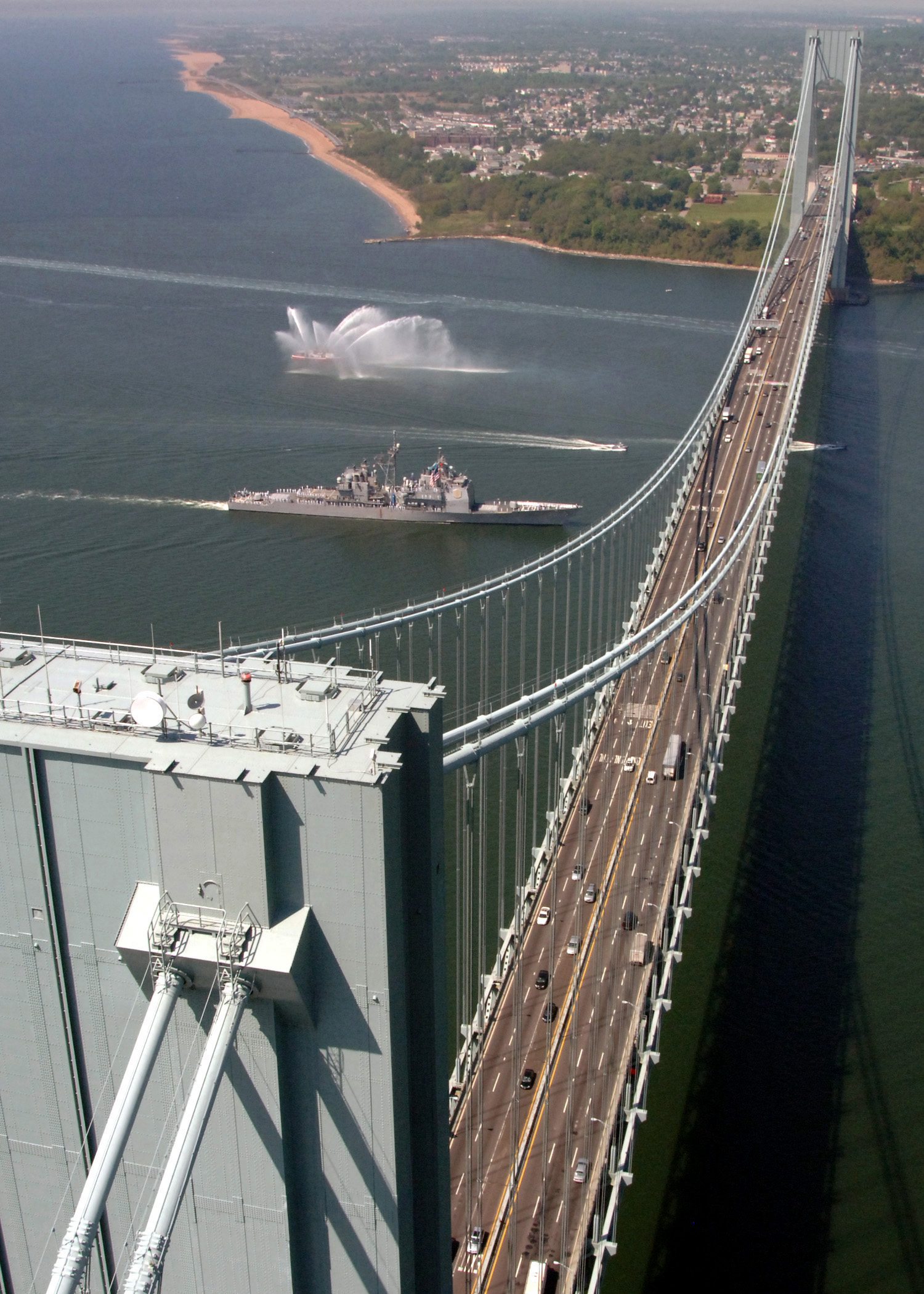
Staten Island sedd över Verrazano-Narrows-bron 2006 (från Brooklyn-sidan av bron) med en kryssare av Ticonderoga-klass från USA:s flotta som passerar under bron.

Staten Islands läge i röd och övriga staden New York i ljust beige färg.

Staten Island är en ö och en av New York Citys fem stadsdelar (boroughs). Stadsdelen utgör samtidigt Richmond County. Den har drygt 475 000 invånare (2018) och täcker en yta av 265,5 km². Stadsdelen har urbaniserats i snabb takt sedan 1960-talet. Staten Island är förbunden med New Jersey och Brooklyn med broar. Det kanske mest berömda sättet att ta sig till ön är dock med färjelinjen Staten Island Ferry som avgår från Manhattans sydspets vid Battery Park. 
Öns bebyggelse utgörs mestadels av bostadsområden.
Namnet kommer från de nederländska generalstaterna.
På Staten Island finns soptippen Fresh Kills Landfill, som var i bruk 1947–2001 och då var världens största soptipp. Anläggningen togs temporärt åter i bruk efter attacken mot World Trade Center 2001, och här sorterades rasmassorna; kvarlevor efter 300 personer kunde identifieras. Området håller på att byggas om till Freshkills Park som kommer att bli New Yorks näst största park.

## Museer och kultur
- Staten Island Institute of Arts & Sciences